# 愛の嵐 (1977年のテレビドラマ)
『愛の嵐』（あいのあらし）は、1977年1月11日から同年4月12日まで、日本テレビ系列の『火曜劇場』（毎週火曜22:00 - 22:54）の枠で放送されたテレビドラマ。全14回。

## 概要
A・J・クローニンの小説『スイス高原療養所』（A Pocketful of Rye、1969年発表）を高岡尚平が脚色し、翻案して制作したテレビドラマ。同原作者の作品が『火曜劇場』枠で放送されるのは、『炎のカルテ』に続き2作目である。幼馴染み同士ではあったが、人妻となった女性と医師との間に再びよみがえる愛を、この人間性を深く掘り下げ、これを主観とした作品である。
菜穂子、純一、達夫の3人は共に岐阜県高山市の出身で幼馴染み同士。純一は菜穂子を思い慕ってはいたが、純一は収入の少ない音楽家の息子であるためか、菜穂子は淳一のことを結婚の対象と考えていなかった。一方で菜穂子の両親が沢野物産の長男である達夫との結婚を勧め、菜穂子も純一への思慕を振り切って達夫との結婚を決める。挙式直前の初冬のある日、3人は青春の思い出にと穂高岳へ登る。しかし天気が急変して3人は吹雪に襲われる。菜穂子は純一に助けられ、やがて深い関係に。菜穂子は結婚後一児を儲けるが、8年後、息子が純一の子ではないかという思いが強くなる。達夫も絹子という愛人の存在があった。そんな時、義父の墓参のため高山を訪れた菜穂子は純一と再会する…。

## キャスト
- 沢野菜穂子：香山美子
- 島崎純一：林隆三
- 沢野達夫：中尾彬
- 沢野信之：荻島真一 - 達夫の弟
- 沢野泰代：荒木道子 - 達夫の母
- 江藤内科部長：木村功
- 江藤悠子：竹下景子 - 江藤の娘
- 絹子：范文雀 - 達夫の愛人
- 早苗：上村香子 - 看護婦
- 根本刑事：渡辺文雄
- 沢野健：丹呉年克 - 菜穂子の息子
- みどり：大岩紀 - 絹子の娘
- 有川博
- 久富惟晴
- 石井くに子
ほか

## スタッフ
- 原作：A・J・クローニン（『スイス高原療養所』より）
- 脚本：高岡尚平（全話担当）
- 演出：佐光千尋（全話担当）
- 制作：日本テレビ

## 主題歌
- 『ふり向いてもう一度』 歌：美原圭子（作詞：吉岡治、作曲：井上かつお、発売：日本クラウン）

## 放送局
火曜劇場#ネット局の節を参照。